# Vratkov (Nechvalice)
Vratkov je malá vesnice, část obce Nechvalice v okrese Příbram ve Středočeském kraji. Nachází se asi 5,5 kilometru jihovýchodně od Nechvalic. Vesnicí protéká Slabá. Je zde evidováno 15 adres. V roce 2011 zde trvale žilo 34 obyvatel.
Vratkov leží v katastrálním území Chválov o výměře 6,17 km².

## Historie
První písemná zmínka o vesnici pochází z roku 1450.

## Obyvatelstvo
| Rok            | 1869 | 1880 | 1890 | 1900 | 1910 | 1921 | 1930 | 1950 | 1961 | 1970 | 1980 | 1991 | 2001 | 2011 | 2021 |
| -------------- | ---- | ---- | ---- | ---- | ---- | ---- | ---- | ---- | ---- | ---- | ---- | ---- | ---- | ---- | ---- |
| Počet obyvatel | 99   | 111  | 110  | 105  | 107  | 114  | 87   | 86   | 73   | 77   | 58   | 38   | 38   | 34   | 30   |
| Počet domů     | 13   | 19   | 20   | 21   | 22   | 22   | 20   | 18   | 18   | 17   | 13   | 14   | 14   | 15   | 17   |

## Obecní správa
Při sčítání lidu v letech 1850–1929 Vratkov byl osadou obce Ředice v okrese Sedlčany. V letech 1930–1975 byl osadou obce Chválov, se kterým patřil nejprve do okresu Sedlčany, ale od roku 1960 v okrese Příbram. Od 1. ledna 1976 je částí obce Nechvalice v okrese Příbram.